# Salvador Valeri
Salvador Valeri i Pupurull (Barcelona, 1873-1954) fue un arquitecto español conocido por sus obra de estilo modernista. 
Estudió en la Escuela Politécnica de Madrid y en la Escuela de Arquitectura de Barcelona donde obtuvo el título de arquitecto en 1899.

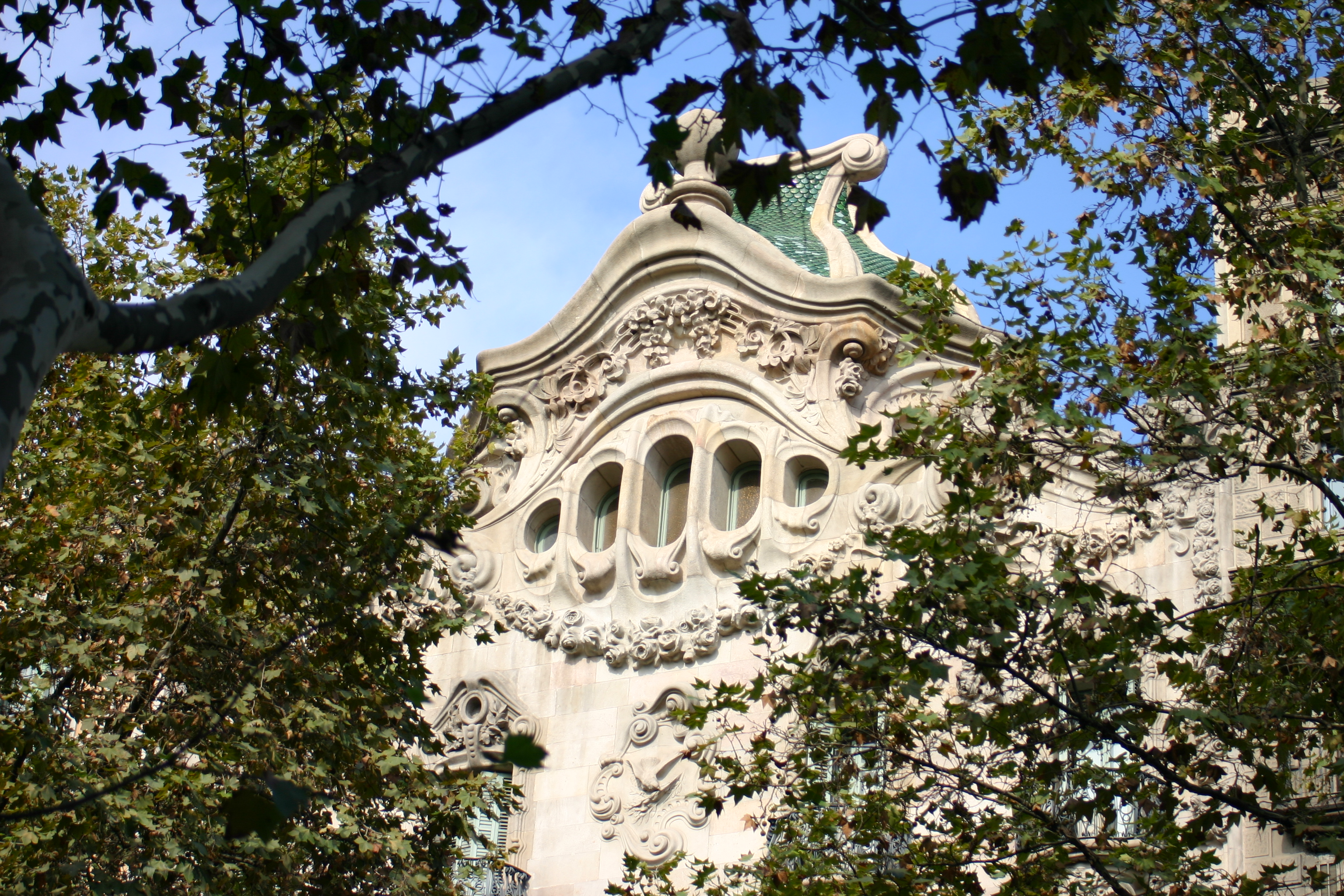
Fachada de la Casa Comalat

Los motivos que evocan en variedad las ondulaciones vegetales y orgánicas caracterizan de manera espectacular su obra, situándolo en la escena como un representante típico del Art Nouveau. Algunos de sus edificios son profusos en decoración en cerámicas de colores de formas caprichosas e imaginativas, destacándolo en contraste con los estilos sobrios que le precedieron.
Es más conocido por su obra más emblemática, la Casa Comalat (Barcelona, 1909). Otros edificios destacados son la torre de  Sant Jordi (Barcelona, 1908), el casino de San Andrés de la Barca (1924) y la fábrica Ciclop (Igualada, 1944).

## La Casa Comalat

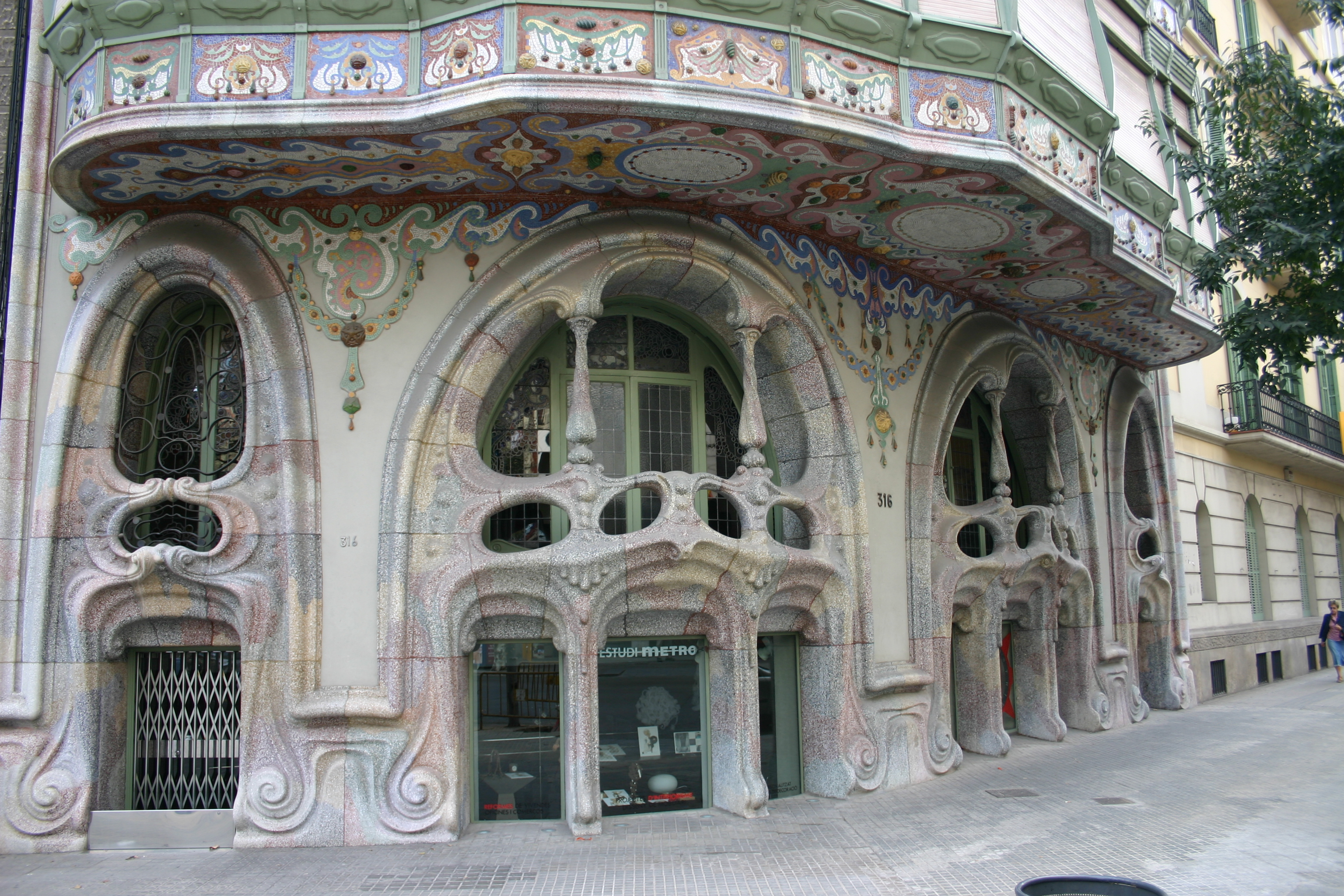
Casa Comalat

Obra singular en Barcelona, realizada entre 1909 y 1911, con claras influencias de Gaudí. Se destacan especialmente sus dos fachadas: la principal, simétrica y urbana y la posterior (sobre la calle Córcega), menos formal, policromada y decorada con cerámicas de colores.  Su interior no es menos espectacular: además del espléndido piso de mosaicos completa el ambiente un mobiliario exquisito y de formas extremas, en especial los bancos del vestíbulo  y las luminarias.